# Fernand Rigaux
Fernand Rigaux fue un astrónomo belga que trabajó en el Real Observatorio de Bélgica en Uccle, Bélgica. En 1951, fue codescubridor del cometa periódico 49P/Arend-Rigaux con su colega Sylvain Arend. Fernand Rigaux también un total de 8  asteroides entre 1933 y 1941.
| asteroides descubiertos: 8 | asteroides descubiertos: 8 |
| -------------------------- | -------------------------- |
| (1292) Luce                | 17 de septiembre de 1933   |
| (1378) Leonce              | 21 de febrero de 1936      |
| (1458) Mineura             | 1 de septiembre de 1937    |
| (1555) Dejan               | 15 de septiembre de 1941   |
| (3280) Grétry              | 17 de septiembre de 1933   |
| (4908) Ward                | 17 de septiembre de 1933   |
| (7000) Curie               | 6 de noviembre de 1939     |
| (19911) 1933 FK            | 26 de marzo de 1933        |